# Carlos Felipe (peleador)
Carlos Felipe Cabral de Almeida (Feira de Santana, Estado de Bahía, 12 de enero de 1995) es un artista marcial mixto brasileño que compite en la división de peso pesado de Ultimate Fighting Championship.

## Primeros años
Nacido en Feira de Santana, en 1995, de Almeida fue acosado durante toda su infancia por su sobrepeso. A los 14 años, pesaba 346 libras. Carlos tenía obesidad mórbida y su familia lo intentó todo, pero nada parecía ayudarle a perder peso. Después de probar muchas formas diferentes de perder peso, varias dietas y suplementos, de Almeida dice que el boxeo finalmente le ayudó a bajar de 346 libras a 275 en sólo 12 meses. Ganó tanta confianza en sí mismo que incluso empezó a correr al gimnasio local todos los días, a entrenar y a volver corriendo a casa una vez terminado.

## Carrera en las artes marciales mixtas

### Carrera temprana
Comenzando su carrera profesional en 2014, de Almeida luchó para varias promociones regionales brasileñas, acumulando un récord invicto de 8-0, ganando 6 de 8 por KO en el primer asalto.

### Ultimate Fighting Championship
Después de firmar con la UFC, el 19 de septiembre, de Almeida fue marcado por una posible violación de la USADA derivada de una muestra fuera de competición recogida el 29 de julio. Por lo tanto, fue retirado de su debut en la UFC contra Christian Colombo en UFC Fight Night: Brunson vs. Machida. El 20 de octubre se anunció que Carlos aceptaba una suspensión de dos años retroactiva a la fecha de su suspensión provisional. Dio positivo por metabolitos de estanozolol, 16β-hidroxiestanozolol y 3'-hidroxiestanozolol. Podía volver el 18 de septiembre de 2019.
Después de ser liberado tras su positivo, de Almeida fue recontratado por la UFC el 20 de julio de 2019.
Se esperaba que de Almeida hiciera su debut en la UFC contra Sergey Spivak el 9 de mayo de 2020 en el entonces UFC 250. Sin embargo, el 9 de abril, el presidente de la UFC, Dana White, anunció que este evento se posponía para una fecha futura. Finalmente el combate fue programado para el 19 de julio de 2020 en UFC Fight Night: Figueiredo vs. Benavidez 2. Perdió el combate por decisión mayoritaria.
Se enfrentó a Yorgan de Castro, como sustituto de Ben Sosoli, el 4 de octubre de 2020 en UFC on ESPN: Holm vs Aldana. Ganó el combate por decisión unánime.
Se enfrentó a Justin Tafa el 16 de enero de 2021 en UFC Fight Night: Holloway vs. Kattar. Ganó el combate por decisión dividida. 16 de las 20 puntuaciones de los medios de comunicación dieron la victoria a Tafa.
Como primer combate de su nuevo contrato de cuatro peleas, de Almeida se enfrentó a Jake Collier el 12 de junio de 2021 en UFC 263. Ganó el combate por decisión dividida.
Se enfrentó a Andrei Arlovski el 16 de octubre de 2021 en UFC Fight Night: Ladd vs. Dumont. Perdió el combate por decisión unánime.

## Registro en artes marciales mixtas
| Resultado | Récord | Oponente                          | Método                        | Evento                                      | Fecha                   | Ronda | Tiempo | Localización      | Notas                        |
| --------- | ------ | --------------------------------- | ----------------------------- | ------------------------------------------- | ----------------------- | ----- | ------ | ----------------- | ---------------------------- |
| Derrota   | 11-2   | Andrei Arlovski                   | Decisión (unánime)            | UFC Fight Night: Ladd vs. Dumont            | 16 de octubre de 2021   | 3     | 5:00   | Las Vegas, Nevada |                              |
| Victoria  | 11-1   | Jake Collier                      | Decisión (dividida)           | UFC 263                                     | 12 de junio de 2021     | 3     | 5:00   | Glendale, Arizona |                              |
| Victoria  | 10-1   | Justin Tafa                       | Decisión (dividida)           | UFC on ABC: Holloway vs. Kattar             | 16 de enero de 2021     | 3     | 5:00   | Abu Dhabi         |                              |
| Victoria  | 9-1    | Yorgan De Castro                  | Decisión (unánime)            | UFC on ESPN: Holm vs. Aldana                | 4 de octubre de 2020    | 3     | 5:00   | Abu Dhabi         |                              |
| Derrota   | 8-1    | Sergey Spivak                     | Decisión (mayoritaria)        | UFC Fight Night: Figueiredo vs. Benavidez 2 | 19 de julio de 2020     | 3     | 5:00   | Abu Dhabi         |                              |
| Victoria  | 8-0    | Francisco Sandro da Silva Bezerra | TKO (puñetazos y codazos)     | Qualify Combat 2                            | 20 de mayo de 2017      | 1     | 4:07   | Salvador          |                              |
| Victoria  | 7-0    | Paulo Cesar Almeida               | TKO (puñetazos)               | Fight On 4                                  | 1 de abril de 2017      | 1     | 0:41   | Salvador          |                              |
| Victoria  | 6-0    | Wagner Maia                       | Decisión (unánime)            | Shooto Brazil 68                            | 18 de diciembre de 2016 | 3     | 5:00   | Brasilia          |                              |
| Victoria  | 5-0    | Pedro Mendes                      | TKO (puñetazos)               | The King of Arena Fight 3                   | 27 de agosto de 2016    | 1     | 1:48   | Alagoinhas        | Debut en el peso pesado.     |
| Victoria  | 4-0    | Andre Miranda                     | Decisión (unánime)            | Fight On 3                                  | 30 de julio de 2016     | 3     | 5:00   | Salvador          |                              |
| Victoria  | 3-0    | Alex Ardson                       | TKO (lesión en las costillas) | MNA MMA Circuit 2                           | 9 de abril de 2016      | 1     | 5:00   | Seabra            |                              |
| Victoria  | 2-0    | Fernando Batista                  | TKO                           | Full House: Battle Home 9                   | 21 de marzo de 2015     | 1     | 3:37   | Belo Horizonte    |                              |
| Victoria  | 1-0    | Ronilson Santos                   | TKO (puñetazos)               | Velame Fight Combat 3                       | 29 de noviembre de 2014 | 1     | 2:20   | Feira de Santana  | Debut en el peso semipesado. |